# Euphorbia alsiniflora
Euphorbia alsiniflora är en törelväxtart som beskrevs av Henri Ernest Baillon. Euphorbia alsiniflora ingår i släktet törlar, och familjen törelväxter. Inga underarter finns listade i Catalogue of Life.